# Albixon
ALBIXON (dříve ALBION) je česká akciová společnost, která se zabývá výrobou a montáží bazénů a zastřešením. Mezi poskytované služby patří i servis realizovaný prostřednictvím servisních středisek. Společnost má vlastní úsek vývoje, který se soustředí na tvorbu a implementaci nových technologií. Vzhledem k tomu, že má svou vlastní práškovou lakovnu, nabízí i povrchové úpravy a lakování a disponuje linkou, která zajišťuje dekorativní lakování 3D vzorů.

## Historie společnosti
Hned po sametové revoluci začali bratři Smetanovi podnikat. V té době společnost nesla jméno Albion. V polovině devadesátých let se Jaroslav Smetana rozhodl pořídit si domů bazén, ale jelikož nebyl s prací dodavatele vůbec spokojen, s firmou ukončil spolupráci a bazén si dostavěl za pomoci svého bratra Libora sám. Ještě téhož roku vyrobili první bazén na vlastním dvoře a následně již pořídili prostory pro výrobu v Lážovicích, protože poptávka po bazénech raketově rostla. V roce 1998 byla, kvůli opakované poptávce, zahájena i výroba zastřešení bazénů. Roku 1999 došlo k založení skupiny ALBION Group, s.r.o., v roce 2000 firma kupuje značnou část průmyslového areálu v Hořovicích a následující rok přibyla prášková lakovna. V roce 2004 byla společnost rozšířena o divizi IDEALCOVER a o 2 roky později o divizi BRILIX (prodej vlastního bazénového příslušenství). V roce 2011 došlo ke změně názvu společnosti na ALBIXON a. s.  
Od roku 2010, kdy se firma účastnila prvních velkých zahraničních výstav, působí na mnoha zahraničních trzích a nyní své výrobky vyváží do 70 zemí světa.
V roce 2019 byla definitivě dokončena transformace předání vedení firmy z rukou zakladatele do rukou nového generálního ředitele a jeho týmu. Do pozice CEO nastoupil Zdeněk Vosolsobě. V roce 2021 se firma rozrůstá a kupuje 80% podíl ve firmě 3D Tech. Ve stejném roce se tržby firmy ALBIXON vyšplhaly na rekordní sumu 1,8 miliardy korun.

## Public relations
2013: Společnost byla partnerem české hokejové reprezentace v rámci série Euro Hockey Tour. 
2014: Společnost předala dvě zastřešené střídačky České olympijské nadaci a tyto střídačky byly poté umístěny v Olympijském parku v Praze na Letné, který se vázal k ZOH v Soči. Téhož roku se společnost také podílela na otevření 63. babyboxu v České republice, který vznikl v Havířově. Na začátku roku byl do společnosti doručen balík, který obsahoval bombu. Její výbuch zabil manažera společnosti. Společnost v reakci na to vypsala odměnu za pomoc při dopadení pachatele.
2016: Firma se stala hlavním partnerem organizace Dejme dětem šanci.
2017: Společnost podporovala team Buggyra na rallye Dakar.
2020: Zaměstnanci společnosti ALBIXON se s přispěním firmy skládají na sponzorský dar pro ALKA, o.p.s., který velkou měrou přispěl k doplnění chybějících finančních prostředků na nákup elektrického invalidního vozíku pro jednoho z klientů.
2021: Na podzim spustila dlouhodobou edukativní kampaň s názvem #RozplavmeCesko. Ambasadorkou a tváří nové ALBIXON kampaně se stala Barbora Seemanová. Dobrovolníci z řad ALBIXONu sázeli stromy v sadě Kalinovka ve spolupráci s neziskovou organizací Sázíme stromy.
2022: Společnost představuje elektrický posuv bazénového zastřešení MOOVER, který je na solární dobíjení a vznikl ve vlastním vývojovém oddělení.
Firma se k roku 2022 nachází na 66. místě v žebříčku rodinných firem v Česku časopisu Forbes, v roce 2021 figurovala na 77. místě a v roce 2020 na 86. místě.